# Nymphalis marginalis
Nymphalis marginalis är en fjärilsart som beskrevs av Reuss 1911. Nymphalis marginalis ingår i släktet Nymphalis och familjen praktfjärilar. Inga underarter finns listade i Catalogue of Life.